# 11-es villamos (Szczecin)
A szczecini 11-es jelzésű villamos a Pomorzany – Plac Rodła – Ludowa útvonalon közlekedik. A 8,7 km hosszú vonalon 1974-ben indult meg a közlekedés. A vonalat a Szczecini Villamosok (Tramwaje Szczecińskie) közlekedteti az Utak és Közlekedési Hatóság (Zarząd Dróg i Transportu Miejskiego) megrendelésére.

## Útvonala
| Ludowa felé | Pomorzany felé |
| --- | --- |
| Pomorzany – Powstańców WieBS4opolskich – Piastów – plac Kościuszki – Piastów – Plac Szarych Szeregów – Piłsudskiego – plac Rodła – Piłsudskiego – Matejki – Malczewskiego – Parkowa – Dubois – Firlika – Antosiewicza – Nocznickiego – Stalmacha – Lubeckiego – Ludowa | Ludowa – Lubeckiego – Stalmacha – Nocznickiego – Firlika – Dubois – Parkowa – Malczewskiego – Matejki – Piłsudskiego – plac Rodła – Piłsudskiego – plac Szarych Szeregów – Piastów – plac Kościuszki – Piastów – plac Szyrockiego – Powstańców WieBS4opolskich – Budziszyńska – Pomorzany |

## Megállóhelyek és átszállási lehetőségek
| 11 (Pomorzany – Ludowa) |                            |                                                               |
| Megállóhely             | Település                  | Átszállási kapcsolatok                                        |
| Pomorzany               | Pomorzany                  | 3, 4, 6, 12 53                                                |
| Frysztacka              | Pomorzany                  | 4, 12 53                                                      |
| Szpitalna               | Pomorzany                  | 4, 12                                                         |
| Starkiewicza            | Pomorzany                  | 4, 12                                                         |
| Plac Szyrockiego        | Pomorzany                  | 4, 12                                                         |
| Szwoleżerów             | Nowe Miasto                | 4, 12 61, 62, 81, 83                                          |
| Narutowicza             | Śródmieście-Zachód         | 4, 12 61, 62, 81, 83                                          |
| Plac Kościuszki         | Turzyn, Śródmieście-Zachód | 5, 7, 8, 9, 10, 12 61, 62, 75, 81, 83                         |
| Piastów                 | Turzyn, Śródmieście-Zachód | 4, 5, 12 86                                                   |
| Plac Szarych Szeregów   | Centrum                    | 1, 5, 12 87                                                   |
| Plac Grunwaldzki        | Centrum                    | 1, 5, 12 70                                                   |
| Plac Rodła              | Centrum                    | 1, 2, 3, 5, 10, 12 58, 59, 70, 86, 101, 107, A, B, C, F, G, H |
| Matejki                 | Centrum                    | 5 58, 59, 68, 101, 107, F                                     |
| Parkowa                 | Drzetowo-Grabowo           | 5                                                             |
| Dubois                  | Drzetowo-Grabowo           | 5, 6                                                          |
| Antosiewicza1           | Drzetowo-Grabowo           | 5, 6 53, 60, 67                                               |
| Stocznia Szczecińska²   | Drzetowo-Grabowo           | 5, 6 60, 67                                                   |
| Lubeckiego              | Drzetowo-Grabowo           | 6 67                                                          |
| Dobromiry               | Drzetowo-Grabowo           | 6 69, 80                                                      |
| Stocznia Remontowa nż1  | Drzetowo-Grabowo           | 6 67, 69, 80                                                  |
| Ludowa                  | Drzetowo-Grabowo           | 6 69                                                          |

1 – Ludowa felé

2 – Pomorzany felé

## Járművek
A viszonylaton alacsony Moderus Alfa, Konstal 105N2k/2000, Konstal 105Ng/2015, Tatra T6A2D villamosok közlekednek.
| Kép | Típus                 | Gyártó                          | Gyártásban  |
| --- | --------------------- | ------------------------------- | ----------- |
|     | Tatra T6A2D           | ČKD                             | 1988 – 1999 |
|     | Konstal 105N2k/S/2000 | Alstom Konstal                  | 2000 – 2001 |
|     | Konstal 105Ng/2015    | Centralne Warszaty w Szczecinie | 2010 – 2012 |
|     | Moderus Alfa HF10AC   | Modertrans Poznań               | 2011 – 2013 |